# Corindia torresiana
Corindia torresiana är en tvåvingeart som beskrevs av Daniel J. Bickel 1986. Corindia torresiana ingår i släktet Corindia och familjen styltflugor. Inga underarter finns listade i Catalogue of Life.